# Сен-Гозенс
Сен-Гозе́нс (фр. Saint-Gauzens, окс. Sant Gausenç) — коммуна во Франции, находится в регионе Юг — Пиренеи. Департамент — Тарн. Входит в состав кантона Гроле. Округ коммуны — Кастр.
Код INSEE коммуны — 81248.

## География

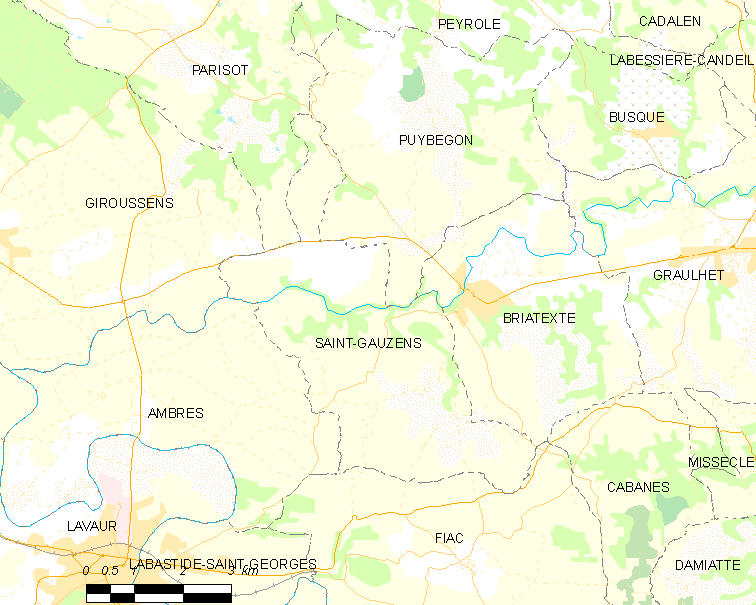
Карта коммуны

Коммуна расположена приблизительно в 570 км к югу от Парижа, в 40 км северо-восточнее Тулузы, в 29 км к юго-западу от Альби.
На севере коммуны протекает река Даду.

## Климат
Климат умеренно-океанический. Зима мягкая и дождливая, лето жаркое с частыми грозами. Ветры довольно редки.

## Население
Население коммуны на 2010 год составляло 790 человек.
| 1962 | 1968 | 1975 | 1982 | 1990 | 1999 | 2010 |
| ---- | ---- | ---- | ---- | ---- | ---- | ---- |
| 558  | 560  | 584  | 667  | 756  | 650  | 790  |

## Администрация
| Период | Период | Фамилия        | Партия | Примечания |
| ------ | ------ | -------------- | ------ | ---------- |
| 2001   | 2008   | Дени Эбрар     |        |            |
| 2008   | 2020   | Кристиан Дюран |        |            |

## Экономика
В 2007 году среди 473 человек в трудоспособном возрасте (15—64 лет) 351 были экономически активными, 122 — неактивными (показатель активности — 74,2 %, в 1999 году было 72,1 %). Из 351 активных работали 321 человек (176 мужчин и 145 женщин), безработных было 30 (17 мужчин и 13 женщин). Среди 122 неактивных 26 человек были учениками или студентами, 58 — пенсионерами, 38 были неактивными по другим причинам.

## Достопримечательности
- Церковь Св. Петра (XII век). Исторический памятник с 1960 года.[4]